# Ōza 2004
L'Ōza 2004 è stata la cinquantaduesima edizione del torneo goistico giapponese Ōza.

## Svolgimento

### Fase preliminare
La fase preliminare serve a determinare chi accede al torneo per la selezione dello sfidante. Consiste in una serie di tornei preliminari iniziali, i cui vincitori si qualificano al torneo per la determinazione dello sfidante.
- W indica vittoria col bianco
- B indica vittoria col nero
- X indica la sconfitta
- +R indica che la partita si è conclusa per abbandono
- +N indica lo scarto dei punti a fine partita
- +F indica la vittoria per forfeit
- +T indica la vittoria per timeout
- +? indica una vittoria con scarto sconosciuto
- V indica una vittoria in cui non si conosce scarto e colore del giocatore

|  | Primo turno      | Primo turno      | Primo turno |  |  | Secondo turno   | Secondo turno   | Secondo turno   |     |                 | Semifinali      | Semifinali    | Semifinali |  |  | Finale | Finale | Finale |
|  |                  |                  |             |  |  |                 |                 |                 |     |                 |                 |               |            |  |  |        |        |        |
|  | Ō Meien          |                  |             |  |  |                 |                 |                 |     |                 |                 |               |            |  |  |        |        |        |
|  | Shinji Takao     | Shinji Takao     | B+1,5       |  |  | Shinji Takao    | Shinji Takao    | B+3,5           |     |                 |                 |               |            |  |  |        |        |        |
|  | Toshiya Imamura  | Toshiya Imamura  | W+R         |  |  | Toshiya Imamura | Toshiya Imamura |                 |     |                 |                 |               |            |  |  |        |        |        |
|  | Satoru Kobayashi | Satoru Kobayashi |             |  |  |                 |                 |                 |     | Shinji Takao    | Shinji Takao    |               |            |  |  |        |        |        |
|  | Norimoto Yoda    | Norimoto Yoda    | W+R         |  |  |                 | Norimoto Yoda   | Norimoto Yoda   | B+R |                 |                 |               |            |  |  |        |        |        |
|  | Kunio Kamimura   | Kunio Kamimura   |             |  |  | Norimoto Yoda   | Norimoto Yoda   | B+R             |     |                 |                 |               |            |  |  |        |        |        |
|  | Rin Kono         | Rin Kono         | W+3,5       |  |  | Rin Kono        | Rin Kono        |                 |     |                 |                 |               |            |  |  |        |        |        |
|  | Tomoyasu Mimura  | Tomoyasu Mimura  |             |  |  |                 |                 |                 |     |                 | Norimoto Yoda   | Norimoto Yoda |            |  |  |        |        |        |
|  | Keigo Yamashita  | Keigo Yamashita  | B+R         |  |  |                 | Keigo Yamashita | Keigo Yamashita | W+R |                 |                 |               |            |  |  |        |        |        |
|  | Atsushi Kato     | Atsushi Kato     |             |  |  | Keigo Yamashita | Keigo Yamashita | B+R             |     |                 |                 |               |            |  |  |        |        |        |
|  | Rin Kaiho        | Rin Kaiho        |             |  |  | Satoshi Yuki    | Satoshi Yuki    |                 |     |                 |                 |               |            |  |  |        |        |        |
|  | Satoshi Yuki     | Satoshi Yuki     | W+3,5       |  |  |                 |                 |                 |     | Keigo Yamashita | Keigo Yamashita | B+0,5         |            |  |  |        |        |        |
|  | Naoki Hane       | Naoki Hane       | W+10,5      |  |  |                 | Naoki Hane      | Naoki Hane      |     |                 |                 |               |            |  |  |        |        |        |
|  | Masao Kato       | Masao Kato       |             |  |  | Naoki Hane      | Naoki Hane      | B+0,5           |     |                 |                 |               |            |  |  |        |        |        |
|  | Ō Rissei         | Ō Rissei         | W+R         |  |  | Ō Rissei        | Ō Rissei        |                 |     |                 |                 |               |            |  |  |        |        |        |
|  | Hideo Otake      |                  |             |  |  |                 |                 |                 |     |                 |                 |               |            |  |  |        |        |        |

### Finale
La finale è una sfida al meglio delle cinque partite.